# جينا جوردن
ريجينا «جينا» جوردن (بالإنجليزية: Regina "Gina" Jordan)‏ (من مواليد 1929) وهي طيارة كندية. كانت ثاني امرأة تطير مع شركة "Mission Mission Fellowship" في عام 1982. سافرت كطيارة ومدربة طيران في أفريقيا حتى عام 1994، وخدمت في مجلس إدارة زمالة Mission للطيران حتى عام 2001. وقد حصلت على جائزة «الاضواء الشمالية» في عام 2012.
ولدت ريجينا في سانت جون، كندا وتعلمت الطيران في نادي فوندي باي فلاينج في عام 1952. حصلت على تصنيفها في عام 1959 وبدأت مسيرتها التعليمية. في عام 1970، افتتحت مدرسة الطيران المتقدمة الخاصة بها في كالغاري والمتخصصة في التدريب التجريبي التجاري. انتقلت إلى ريدوودز بولاية كاليفورنيا في عام 1982 لاستكمال التدريب المتقدم من أجل التأهل كطيارة في الرحلات التبشيرية في الخارج لبرنامج زمالة البعثة للطيران. طارت في أفريقيا حتى تقاعدت في عام 1994 عن عمر يناهز 65 عاما. طارت رجينا بطائرات تيتان 404 وبيتشكرافت موديل 99 ، كما أصدرت العديد من التعلميات إلى الكباتن في طائرة سيسنا 402 في تنزانيا، وطيارين بارتافيايا في مدغشقر. كانت في مجلس إدارة زمالة بعثة الطيران من عام 1996 حتى عام 2001.

كانت ريجينا أول امرأة في كندا تحقق تصنيف النقل الجوي (ATR). تقاعدت من مهنتها في مجال الطيران بعد تحقيقها لأكثر من 17000 ساعة. في عام 2012، حصلت على لقب «جائزة عمليات التشغيل / الصيانة» من قبل «الاضواء الشمالية».